# Henri Depireux
Henri Depireux (ur. 1 lutego 1944, zm. 8 kwietnia 2022) – belgijski piłkarz grający na pozycji pomocnika. Był reprezentantem Belgii.

## Kariera klubowa
Swoją karierę piłkarską Depireux rozpoczął w klubie RFC Liège, w którym w sezonie 1963/1964 zadebiutował w pierwszej lidze belgijskiej. Grał w nim do końca sezonu 1967/1968. Latem 1968 przeszedł do Standardu Liège, z którym wywalczył trzy tytuły mistrza Belgii z rzędu w sezonach 1968/1969, 1969/1970 i 1970/1971. W latach 1971–1974 występował w RWD Molenbeek, a w latach 1974-1976 ponownie w RFC Liège. W latach 1976–1978 był zawodnikiem RJS Bas-Oha, a w latach 1978-1980 - Tilleur FC, w którym zakończył karierę.

## Kariera reprezentacyjna
W reprezentacji Belgii Depireux zadebiutował 5 listopada 1969 w przegranym 0:1 towarzyskim meczu z Meksykiem, rozegranym w Meksyku, gdy w 46. minucie zmienił Jeana Janssensa. Grał w eliminacjach do Euro 72. Od 1969 do 1971 rozegrał w kadrze narodowej 2 mecze.

## Kariera trenerska
Depireux w latach 1976-1978 był grającym trenerem RJS Bas-Oha. Z kolei w latach 1978-1980 był grającym trenerem w Tilleur FC. Następnie pracował w: UR Namur (1980-1981), KFC Winterslag (1981-1982), CF Os Belenenses (1986-1987), AC Bellinzona (1987-1989), FC Metz (1989), Red Star FC (1990), ponownie CF Os Belenenses (1990-1991), ponownie AC Bellinzona (1993-1994), reprezentacji Kamerunu (1996-1997), FAR Rabat (1997-1998), Sharjah FC (1998-1999), RFC Liège (2002), CS Visé (2003), reprezentacji Demokratycznej Republiki Konga (2006-2007), Olympique Khouribga (2008), USM Annaba (2008), US Monastir (2009-2011), ponownie Tilleur FC (2012-2013) i Seraing United (2015).